# 川崎彰彦
川崎 彰彦（かわさき あきひこ、1933年9月27日-2010年2月4日）は、日本の詩人、作家。

## 経歴
群馬県生まれ。兄は英文学者の川崎寿彦。太平洋戦争末期から滋賀県の農村で暮らす。滋賀県立八日市高等学校を経て、1958年早稲田大学第一文学部露文科卒。在学中は五木寛之、三木卓らと交流。北海道新聞函館支社記者として働きながら「新日本文学」「函館勤労者文学」に執筆。1965年「まるい世界」で第三回新日本文学賞佳作。1967年退社し、大阪府で作家生活に入る。大阪文学学校講師。

## 著作
著書
- 『まるい世界』構造社 1970　ファラオ原点叢書 1991
- 『わが風土抄』編集工房ノア 1975
- 『私の函館地図』たいまつ社 1976
- 『虫魚図』編集工房ノア 1980
- 『月並句集』編集工房ノア 1981
- 『夜がらすの記』編集工房ノア 1984
- 『二束三文詩集』編集工房ノア 1986
- 『合図 川崎彰彦詩集』編集工房ノア 1992
- 『くぬぎ丘雑記 奈良盆地から』宇多出版企画 2002
- 『ぼくの早稲田時代』右文書院 2005
- 『川崎彰彦傑作撰』北海道新聞社(編集協力)　2016

翻訳
- アレクサンドル・ブローク『十二 詩集』粟津謙太郎絵 編集工房ノア 1981